# منتخب فانواتو تحت 23 سنة لكرة القدم
منتخب فانواتو تحت 23 سنة لكرة القدم (بالإنجليزية: Vanuatu national under-23 football team)‏ هو ممثل فانواتو الرسمي في المنافسات الدولية في كرة القدم في فئة كرة قدم تحت 23 سنة للرجال، يديريه اتحاد فانواتو لكرة القدم.